# 코크플레이 카트라이더 1차리그
Coke Play 카트라이더 1차리그는 대한민국의 1번째 카트라이더 리그이다.

## 개요

### 일정
- 2005년 5월 12일 ~ 2005년 7월 28일

### 특이사항
- 리그 총 경기수는 103경기이다.
- 선수 전원이 세이버 프로를 이용한다.
- 카트라이더 최초의 로얄로더 탄생 (김대겸)

## 참가 선수
강승환, 강천희, 권태윤, 김대겸, 김만식, 김성훈, 김영식, 김윤호, 김현욱, 남재인,
나재훈, 문준호, 박기호, 박세훈, 박태완, 서우석, 신현우, 신형, 이동훈, 이연규,
이우열, 이홍석, 임동혁, 임세선, 임종빈, 정은석, 조용익, 조현준, 최강일, 최대섭,
최의영, 홍은표, 

## 대회 결과

### 1라운드

#### 1라운드 예선
- 경기 결과 상위 4명 1라운드 파이널 진출

| 조  | 1라운드 예선 | 1라운드 예선 | 1라운드 예선 | 1라운드 예선 | 1라운드 예선 | 1라운드 예선 | 1라운드 예선 | 1라운드 예선 | 1라운드 예선 | 1라운드 예선 | 1라운드 예선 | 1라운드 예선 | 1라운드 예선 | 1라운드 예선 | 1라운드 예선 | 1라운드 예선 |
| A조 | 조현준       | 22           | 최대섭       | 18           | 신 형        | 15           | 신현우       | 14           | 이홍석       | 13           | 박태완       | 12           | 최강일       | 9            | 이연규       | 2            |
| B조 | 나재훈       | 20           | 서우석       | 17           | 이우열       | 17           | 최의영       | 17           | 김윤호       | 15           | 임동혁       | 8            | 이동훈       | 6            | 김성훈       | 5            |
| C조 | 홍은표       | 21           | 임세선       | 18           | 강승환       | 15           | 김현욱       | 15           | 김영식       | 11           | 권태윤       | 10           | 남재인       | 10           | 강천희       | 2            |
| D조 | 정은석       | 21           | 김만식       | 19           | 박세훈       | 17           | 김대겸       | 16           | 문준호       | 11           | 박기호       | 9            | 조용익       | 8            | 임종빈       | 7            |

#### 1라운드 파이널
- B조 4, 5위 재경기 결과 정은석 승

| 조  | 1라운드 파이널 | 1라운드 파이널 | 1라운드 파이널 | 1라운드 파이널 | 1라운드 파이널 | 1라운드 파이널 | 1라운드 파이널 | 1라운드 파이널 | 1라운드 파이널 | 1라운드 파이널 | 1라운드 파이널 | 1라운드 파이널 | 1라운드 파이널 | 1라운드 파이널 | 1라운드 파이널 | 1라운드 파이널 |
| A조 | 조현준         | 20             | 서우석         | 18             | 최의영         | 14             | 이우열         | 13             | 최대섭         | 13             | 나재훈         | 12             | 신 형          | 11             | 신현우         | 9              |
| B조 | 홍은표         | 21             | 김대겸         | 18             | 박세훈         | 16             | 정은석         | 11             | 임세선         | 11             | 김현욱         | 10             | 김만식         | 6              | 강승환         | 5              |

### 2라운드

#### 2라운드 예선
- 경기 결과 상위 4명 2라운드 파이널 진출
- A조 정은석, 이홍석 재경기 결과 정은석 승

| 조  | 2라운드 예선 | 2라운드 예선 | 2라운드 예선 | 2라운드 예선 | 2라운드 예선 | 2라운드 예선 | 2라운드 예선 | 2라운드 예선 | 2라운드 예선 | 2라운드 예선 | 2라운드 예선 | 2라운드 예선 | 2라운드 예선 | 2라운드 예선 | 2라운드 예선 | 2라운드 예선 |
| A조 | 조현준       | 30           | 남재인       | 26           | 김현욱       | 25           | 정은석       | 21           | 이홍석       | 21           | 나재훈       | 20           | 강승환       | 16           | 김만식       | 14           |
| B조 | 김대겸       | 37           | 권태윤       | 28           | 김윤호       | 24           | 임동혁       | 22           | 박세훈       | 21           | 최의영       | 21           | 박기호       | 18           | 강천희       | 8            |
| C조 | 임세선       | 33           | 임종빈       | 26           | 이동훈       | 26           | 신현우       | 26           | 조용익       | 25           | 신 형        | 23           | 문준호       | 16           | 박태환       | -            |
| D조 | 서우석       | 35           | 최대섭       | 27           | 이우열       | 26           | 최강일       | 23           | 홍은표       | 22           | 이연규       | 20           | 김성훈       | 15           | 김영식       | -            |

#### 2라운드 파이널
- B조 4, 5위 재경기 결과 이우열 승
- 서우석, 정은석 재경기 결과 정은석 승 (정은석 G.F 직행)

| 조  | 2라운드 파이널 | 2라운드 파이널 | 2라운드 파이널 | 2라운드 파이널 | 2라운드 파이널 | 2라운드 파이널 | 2라운드 파이널 | 2라운드 파이널 | 2라운드 파이널 | 2라운드 파이널 | 2라운드 파이널 | 2라운드 파이널 | 2라운드 파이널 | 2라운드 파이널 | 2라운드 파이널 | 2라운드 파이널 |
| A조 | 정은석         | 32             | 권태윤         | 31             | 김대겸         | 27             | 남재인         | 26             | 김현욱         | 18             | 김윤호         | 17             | 조현준         | 15             | 임동혁         | 14             |
| B조 | 서우석         | 32             | 최대섭         | 27             | 이동훈         | 26             | 이우열         | 24             | 신현우         | 24             | 임종빈         | 20             | 최강일         | 13             | 임세선         | 11             |

### 3라운드

#### 3라운드 예선
- 경기 결과 상위 4명 3라운드 파이널 진출
- D조 4, 5위 재경기 결과 최의영 승

| 조  | 3라운드 예선 | 3라운드 예선 | 3라운드 예선 | 3라운드 예선 | 3라운드 예선 | 3라운드 예선 | 3라운드 예선 | 3라운드 예선 | 3라운드 예선 | 3라운드 예선 | 3라운드 예선 | 3라운드 예선 | 3라운드 예선 | 3라운드 예선 | 3라운드 예선 | 3라운드 예선 |
| A조 | 이동훈       | 32           | 정은석       | 28           | 최대섭       | 28           | 김윤호       | 26           | 최강일       | 23           | 박세훈       | 22           | 강천희       | 16           | -            | -            |
| B조 | 조현준       | 36           | 임동혁       | 34           | 서우석       | 29           | 강승환       | 25           | 조용익       | 18           | 신현우       | 15           | 이우열       | 11           | -            | -            |
| C조 | 김대겸       | 35           | 홍은표       | 25           | 권태윤       | 24           | 김만식       | 24           | 남재인       | 21           | 나재훈       | 21           | 신 형        | 18           | 김성훈       | 11           |
| D조 | 임세선       | 33           | 김현욱       | 26           | 박기호       | 26           | 최의영       | 22           | 이홍석       | 22           | 이연규       | 17           | 임종빈       | 15           | -            | -            |

#### 3라운드 파이널
| 조  | 3라운드 파이널 | 3라운드 파이널 | 3라운드 파이널 | 3라운드 파이널 | 3라운드 파이널 | 3라운드 파이널 | 3라운드 파이널 | 3라운드 파이널 | 3라운드 파이널 | 3라운드 파이널 | 3라운드 파이널 | 3라운드 파이널 | 3라운드 파이널 | 3라운드 파이널 | 3라운드 파이널 | 3라운드 파이널 |
| A조 | 조현준         | 33             | 이동훈         | 24             | 정은석         | 24             | 임동혁         | 23             | 강승환         | 22             | 서우석         | 20             | 김윤호         | 17             | 최대섭         | 17             |
| B조 | 김대겸         | 32             | 임세선         | 28             | 최의영         | 23             | 김현욱         | 23             | 권태윤         | 23             | 박기호         | 20             | 김만식         | 15             | 홍은표         | 13             |

### 와일드 카드전
| 조  | 와일드 카드전 | 와일드 카드전 | 와일드 카드전 | 와일드 카드전 | 와일드 카드전 | 와일드 카드전 | 와일드 카드전 | 와일드 카드전 | 와일드 카드전 | 와일드 카드전 | 와일드 카드전 | 와일드 카드전 | 와일드 카드전 | 와일드 카드전 | 와일드 카드전 | 와일드 카드전 |
| A조 | 최대섭        | 33            | 김윤호        | 33            | 김대겸        | 29            | 김현욱        | 26            | 임동혁        | 15            | 권태윤        | 14            | 김만식        | 11            | 박세훈        | 8             |
| B조 | 남재인        | 31            | 이우열        | 30            | 서우석        | 27            | 임세선        | 27            | 강승환        | 23            | 최의영        | 22            | 이동훈        | 11            | 신현우        | 8             |

### 그랜드 파이널
| 그랜드 파이널 |    |        |    |        |    |        |    |        |    |        |    |        |    |        |    |
| 김대겸        | 52 | 조현준 | 50 | 정은석 | 41 | 홍은표 | 32 | 남재인 | 31 | 김현욱 | 29 | 이우열 | 28 | 임세선 | 21 |

- 우승 : 김대겸
- 준우승 : 조현준
- 3위 : 정은석